# Bukovinka
Bukovinka är en ort i Tjeckien.   Den ligger i regionen Södra Mähren, i den östra delen av landet, 190 km sydost om huvudstaden Prag. Bukovinka ligger 495 meter över havet och antalet invånare är 311.
Terrängen runt Bukovinka är kuperad söderut, men norrut är den platt. Runt Bukovinka är det ganska tätbefolkat, med 129 invånare per kvadratkilometer. Närmaste större samhälle är Brno, 18,5 km sydväst om Bukovinka. I omgivningarna runt Bukovinka växer i huvudsak blandskog.